# Allopurinolo
L'allopurinolo è una molecola di struttura molto simile all'ipoxantina (un derivato della purina), ma che presenta un'inversione tra gli atomi N7 e C8. Questa similitudine la rende capace di inibire gli enzimi che utilizzano l'ipoxantina come substrato.
L'allopurinolo agisce riducendo i livelli di acido urico nell'organismo. Viene utilizzato in modo specifico per prevenire la gotta, prevenire la formazione di alcuni calcoli renali, e per trattare gli elevati livelli di acido urico che si verificano in corso di chemioterapia.

## Farmacodinamica
L'allopurinolo inibisce la xantino-ossidasi (XO), enzima che catalizza la trasformazione dell'ipoxantina in xantina e di quest'ultima in acido urico. L'allopurinolo riduce la formazione dell'acido urico anche perché l'inibizione della XO fa sì che aumentino le quantità di ipoxantina e xantina riutilizzabili nel ciclo metabolico delle purine. Ciò, per un meccanismo di retroinibizione, determina una riduzione della sintesi de novo delle purine. Riducendo la formazione di acido urico, l'allopurinolo determina un abbassamento delle concentrazioni di questo nei fluidi dell'organismo e nelle urine, a differenza degli uricosurici che aumentando l'escrezione renale dell'acido urico ne aumentano le concentrazioni a livello urinario. La riduzione delle concentrazioni di acido urico/urato permette la mobilizzazione e la dissoluzione dei depositi di urati nella pelle, nelle ossa, nelle articolazioni e nel tessuto renale-interstiziale.

## Farmacocinetica
L'allopurinolo è rapidamente assorbito nel tratto gastrointestinale superiore. Nell'uomo ha un'emivita plasmatica di circa 1 ora ed è rapidamente trasformato nel suo principale metabolita, l'ossipurinolo: quest'ultimo è anch'esso attivo e viene espulso lentamente dai reni nell'arco di 18-30 ore, e per questo motivo è da molti ritenuto il maggior responsabile degli effetti del composto. Sia l'ossipurinolo (come già indicato), sia l'allopurinolo sono escreti principalmente per via renale.

## Indicazioni
L'allopurinolo è indicato per le principali manifestazioni cliniche di deposito di acido urico/urato. Queste comprendono: gotta articolare, tofi e/o interessamento renale per precipitazione di cristalli o per urolitiasi.
Tali situazioni si manifestano nella gotta, nella litiasi uratica e nella nefropatia acuta da acido urico, nelle malattie neoplastiche e malattie mieloproliferative con alto turnover cellulare, nelle quali si hanno alti livelli di urato, o spontaneamente o in conseguenza di terapia citotossica e in certi disordini enzimatici (in particolare la sindrome di Lesch-Nyhan).
L'allopurinolo è indicato inoltre per la prevenzione e il trattamento della litiasi ossalocalcica in presenza di iperuricemia e/o iperuricuria.

## Controindicazioni
Il farmaco è controindicato nei soggetti con ipersensibilità nota al principio attivo o a uno qualsiasi degli eccipienti della formulazione farmacologica. È inoltre controindicato nel corso di attacchi acuti di gotta.
Recenti ricerche hanno evidenziato come il farmaco non debba essere somministrato in soggetti portatori dell'allele HLA-B*5801. L'allele HLA-B*5801 è un marcatore genetico delle reazioni avverse cutanee gravi a allopurinolo, tra cui la sindrome di Stevens-Johnson (SJS) e la necrolisi epidermica tossica (TEN). La frequenza dell'allele HLA-B*5801 varia notevolmente tra le diverse etnie: cinesi e tailandesi hanno frequenze alleliche di HLA-B*5801 pari a circa l'8%, rispetto alle popolazioni europee e giapponesi, con frequenze alleliche di circa 1,0% e 0,5%, rispettivamente. Secondo altri studi la frequenza nei cinesi Han può raggiungere il 20% contro il 4% nei neri e l'1% negli ispanici. L'American College of Rheumatology raccomanda di eseguire lo screening per l'allele HLA-B*5801 in soggetti appartenenti a popolazioni ad alto rischio (ad esempio nei coreani con malattia renale cronica in stadio 3 o peggiore e nei soggetti di origine cinese Han e tailandese): in caso di positività per l'allele si consiglia di prescrivere un farmaco alternativo.

## Gravidanza e allattamento
- Gravidanza: In uno studio condotto con alte dosi di allopurinolo intraperitoneale nel topo, si sono osservate anormalità fetali, ma in ulteriori studi con allopurinolo per via orale, effettuati nel ratto e nel coniglio, non si è osservata alcuna anormalità. Nei casi in cui l'allopurinolo è indicato in gravidanza, i rischi a cui il feto potrebbe essere esposto devono essere valutati rispetto ai rischi connessi alla malattia della madre.
- Allattamento: l'allopurinolo e l'ossipurinolo sono stati ritrovati nel latte di una donna in terapia con allopurinolo, inoltre, dal momento che l'effetto di allopurinolo sul lattante non è noto, la somministrazione di questo a una madre che allatta va effettuata con cautela.

## Dosaggi
- Adulti: Negli adulti la dose giornaliera media è di 300 mg una volta al giorno.

Quando i valori elevati di uricemia e/o uricuria rendono necessarie dosi maggiori, il medico può aumentare la dose fino a un massimo di 800 mg suddivisa in 2-3 somministrazioni giornaliere dopo i pasti. Al fine di ridurre la possibilità di attacchi acuti di gotta si consiglia di cominciare il trattamento a basse dosi (100 mg) con incrementi settimanali di 100 mg sino a ottenere il dosaggio ottimale di mantenimento.
La normalizzazione del tasso uricemico si raggiunge in un periodo di 1-3 settimane. Per la prevenzione delle nefropatie uratiche secondarie, conseguenti all'eccessivo catabolismo nucleoproteico nelle malattie neoplastiche, il trattamento con allopurinolo deve essere praticato, quando possibile, prima della terapia citotossica al fine di correggere eventuali iperuricemia e/o iperuricuria preesistenti.
La terapia con allopurinolo può essere mantenuta durante la terapia antimitotica e si può anche protrarre a tempo indeterminato nella profilassi dell'iperuricemia eventualmente insorgente durante le crisi naturali della malattia. Nel trattamento prolungato una dose di 300–400 mg/die di allopurinolo è di solito sufficiente a normalizzare il livello uricemico. Dal momento che l'allopurinolo e i suoi metaboliti vengono eliminati attraverso il rene, in caso di scarsa funzionalità di questo organo si può verificare un prolungamento dell'emivita plasmatica del farmaco. Per evitare possibili rischi a ciò conseguenti, si può cominciare il trattamento con una dose di 100 mg di allopurinolo al giorno, aumentando la dose solo se i valori dei livelli urinari o sierici di urato non si riducono adeguatamente. In alternativa al trattamento suggerito, per la posologia ci si può basare sui valori della clearance della creatinina, secondo lo schema seguente:
| Clearance della creatinina | Dose                                 |
| -------------------------- | ------------------------------------ |
| superiore a 20 mL/min      | 300 mg/die                           |
| tra 10 e 20 mL/min         | 100–200 mg/die                       |
| inferiore a 10 mL/min      | 100 mg/die o a più lunghi intervalli |

- Emodialisi: nei pazienti sottoposti a emodialisi (due o tre volte la settimana) si consiglia una dose di 300–400 mg di allopurinolo subito dopo il termine di ogni dialisi. Non è necessario eseguire nessun'altra somministrazione nel periodo compreso tra le emodialisi.
- Anziani: nei pazienti di età avanzata si deve prestare attenzione a mantenere il dosaggio al minimo necessario al mantenimento di livelli sierici e urinari di acido urico nei limiti di norma.
- Bambini: nei ragazzi e bambini al di sotto dei 15 anni, la dose usuale è di 10–20 mg/kg di peso corporeo al giorno, ovvero 100–400 mg al giorno. Nei bambini l'indicazione ad allopurinolo è comunque rara (leucemie e certi rari disordini enzimatici come la sindrome di Lesch-Nyhan).

L'allopurinolo va preso preferibilmente sempre alla stessa ora del giorno, dopo un pasto.

## Effetti indesiderati
Alcuni degli effetti indesiderati sono rash, febbre, linfoadenopatia, artralgie, vasculiti, forme di epatite granulomatosa, cefalea, vertigine, ipertensione, alopecia, ginecomastia e forme di anemia.

## Interazioni
- Azatioprina o derivati (ad esempio mercaptopurina): la concomitante somministrazione di 300–600 mg al giorno di allopurinolo può innalzare il tasso ematico di questi farmaci, per cui si rende necessaria una riduzione del loro dosaggio a circa 1/3 o 1/4 di quello abituale.
- Dicumarolo: la terapia di associazione con allopurinolo prolunga l'emivita dell'anticoagulante, e ciò va tenuto in considerazione quando si associano i due farmaci.
- Farmaci uricosurici (ad esempio probenecid, benzbromarone e sulfinpirazone): qualora si ritenga opportuna la contemporanea somministrazione di allopurinolo e di questi farmaci, va tenuto conto che l'aumentata escrezione urinaria dell'allopurinolo e del suo metabolita da parte degli uricosurici riduce il grado di inibizione della xantino-ossidasi e quindi l'attività terapeutica.
- Diuretici tiazidici: la co-somministrazione con allopurinolo può comportare un aumento dell'emivita di quest'ultimo.
- Clorpropamide: l'emivita plasmatica dell'ipoglicemizzante può essere prolungata dalla terapia di associazione con allopurinolo poiché i due farmaci possono competere per l'escrezione nei tubuli renali.
- Doxofillina, teofillina: la co-somministrazione con allopurinolo può aumentare le concentrazioni plasmatiche dei derivati xantinici.

## Uso in veterinaria
L'allopurinolo trova indicazione del trattamento della leishmaniosi canina, da solo o in associazione con altri composti (ad esempio antimoniato di N-metilglucammina). L'azione anti-Leishmania dell'allopurinolo deriva dal particolare metabolismo delle leishmanie (così come di altri protozoi appartenenti al gruppo degli emoflagellati). Questi organismi sono infatti incapaci di sintetizzare le purine, e per questo motivo dipendono dall'ospite per l'approvvigionamento e l'utilizzo delle basi azotate e dei nucleosidi. L'allopurinolo, una volta assorbito dalla leishmania, comporta la formazione di alcuni composti tossici che determinano la morte del parassita. L'allopurinolo in monoterapia e per periodi di tempo prolungati (in genere almeno di 2-3 mesi ) comporta un deciso miglioramento clinico dell'animale, confermato anche dalla riduzione di alcuni parametri di laboratorio, in particolare dei livelli di alcune proteine infiammatorie della fase acuta. L'allopurinolo, pur abbassando la carica parassitaria e comportando così un miglioramento clinico, non è in grado di portare alla guarigione parassitologica: per questo motivo poco tempo la sospensione della terapia si verificicano quasi costantemente delle recidive.
Il trattamento in associazione tra antimoniato di N-metilglucammina (o antimoniato di meglumina) e allopurinolo è ancora oggi il protocollo terapeutico più utilizzato per trattare la leishmaniosi del cane. Gli animali trattati con i due farmaci in combinazione hanno una remissione più duratura rispetto a quella ottenibile con l'utilizzo delle due sostanze in monoterapia. Con il trattamento combinato, la durata del trattamento con antimonio risulta in genere più breve e la somministrazione a lungo termine dei farmaci appare ben tollerata.